# Avaimet mun kulmille
Avaimet mun kulmille è il primo album di Cheek pubblicato nel 2004 da Sony Music in formato CD.

## Tracce
1. Sata lasissa – 3:47
2. Avaimet mun kiesiin (feat. MasQ) – 3:40
3. Tultiin nähtiin voitettiin (feat. 5th Element, MGI & Monte "Shon" Cummings) – 5:12
4. Mökkireissu – 3:30
5. Raplaulajan vapaapäivä (feat. Brädi & Pappa) – 4:03
6. Nyt skarppina – 3:53
7. Ruusuillatanssimista – 3:44
8. Avaimet hukassa – 4:05
9. Sylkäsy – 3:20
10. Avaimet mun himaan (feat. Idän Ihme & Tupla-S) – 3:42
11. Mitä hä!? (feat. TS) – 3:46
12. Suu kii – 4:46
13. Sikaryhmä – 3:49
14. Pelihelvetti (feat. Herrasmiesliiga) – 3:44